# Ресен (заличено село)
Вижте пояснителната страница за други значения на Ресен.
Ресен е бивше село в България, на територията на бившия Кюстендилски окръг.

## География
Ресен се е намирало в зоната на българо-югославската граница, в Кюстендилски окръг. Селото съществува до 1956 г., когато е заличено поради изселване.

## Население (до 1946 г.)
| Година    | 1866 | 1880 | 1900 | 1926 | 1934 | 1946 |
| Население | 364  | 464  | 627  | 79   | 69   | 43   |

## История
Ресен е старо средновековно селище. В турски данъчни регистри от XVI век е записано като Горна Ресна и Долна Ресна (1570) и Ресне и Ресна (1576).
През 1866 г. са регистрирани 47 домакинства с 364 жители. Селото е разпръснато, съставено от махали: Степановци, Кръстанова, Глоговичка, Люто усое, Влаина, Барбулова, Стоимирова и др.
В края на XIX век селото има 9472 декара землище, от които 2525 дка гори, 4338 дка ниви, 637 дка естествени ливади, 1972 дка мера и се отглеждат 1544 овце, 219 говеда, 72 коня и 80 кози. Основен поминък на селяните са земеделието (ръж, ечемик и овес), животновъдството и домашните занаяти.
През 1919 година, след поражението на България в Първата световна война, основната част от селото остава в Сърбия, където съществува и днес - вижте Ресен (Община Босилеград). Жителите на останалите в България части се изселват през периода 1946-1956 г. и през 1956 година е заличено от списъка на населените места.